# Đảng Đoàn kết Quốc dân
Đảng Đoàn kết Quốc dân (tiếng Anh: National Solidarity Party, viết tắt: NSP, giản thể: 国民团结党; phồn thể: 國民團結黨, Hán-Việt: Quốc dân Đoàn kết Đảng) là một đảng chính trị ở Singapore. Đảng được thành lập vào năm 1987, và đã gia nhập Liên minh Dân chủ Singapore (SDA) năm 2001, sau đó rút khỏi liên minh vào năm 2007. Cho đến này, đảng này chưa có đảng viên nào thắng cử để có ghế trong nghị viện. Tuy nhiên, cựu tổng bí thư của Đảng, Tạ Cảnh Phong (chữ Hán: 謝鏡豐, latinh: Steve Chia) đã từng làm Non-Constituency Member of Parliament (NCMP) từ năm 2001 đến năm 2006.

## Mục tiêu và chính sách
Ý thức hệ chính trị:Đảng Đoàn kết Quốc gia (NSP) là một đảng trung tâm. Chúng tôi tin vào sự cạnh tranh công bằng, tỷ lệ thất nghiệp thấp và phân phối lại của cải.
Tuyên ngôn sứ mệnh:NSP tồn tại để duy trì nền dân chủ, và cung cấp các ý tưởng mang tính xây dựng để mang lại lợi ích cho Hội. Đảng tích cực thúc đẩy việc thành lập một hệ thống chính trị đa đảng. Nó hình dung là một đảng chính trị đáng tin cậy và quan tâm. NSP là số ít các đảng chính trị bảo thủ duy nhất ở Singapore.
Giá trị cốt lõi:
- Quyền nhân phẩm
- Tôn trọng sự đa dạng
- Dịch vụ cho xã hội